# Árchez
Árchez er en by og kommune i det sydlige Spanien i provinsen Málaga. Den har et indbyggertal på 411 (2024) indbyggere.